# 天囷增五
鯨魚座69，又名BD-00 355，HD 14652、SAO 110495、HR 689，是鯨魚座的一颗恒星，视星等为5.28，位于銀經164.95，銀緯-54.92，其B1900.0坐标为赤經2h 16m 49.1s，赤緯-0° -54.92′ 40″。